# ملان تریت
ملان تریت  (به انگلیسی: Melanterite) با فرمول شیمیایی FeSO4.7H2O از مجموعه کانی هاست و به آسانی در آب حل می‌شود. از کلمه یونانی melas به مفهوم سیاه گرفته شده‌است. به آسانی در آب حل می‌شود. FeO:۲۵٫۹٪  SO۳:۲۸٫۸٪  H2O:۴۵٫۳٪  برای اولین بار در آلمان غربی کشف شد و از نظر شکل بلور: منشوری کوتاه - پهن و کوتاه - پسودورومبوئدری، رنگ: سبززرد - متمایل به سبز - ندرتاْ قهوه‌ای تیره، شفافیت: شفاف - نیمه شفاف، جلا: شیشه ای، رخ: کامل - مطابق با، سیستم تبلور: مونوکلینیک و در رده‌بندی سولفات است  و منشأ تشکیل آن ثانوی است.
همایند کانی‌شناسی (پارانژ) آن - آلونوژن- هالوتریکیت- پیرروتیت- پیریت است
، از نظر ژیزمان بلوری - آگرگاتهای دانه‌ای و اسفنجی (کف مانند) - استالاگتیتی فراوان است و بیشتر در آلمان، اسپانیا، سوئد، چک اسلواکی، یوگسلاوی و مجارستان یافت می‌شود.

## منبع
- پردیس کشاورزی ایران